# 여남초등학교
여남초등학교는 대한민국 전라남도 여수시 남면 우학리에 있는 공립 초등학교이다.

## 학교 연혁
- 1921년 4월 4일 남면사립보통학교 개교
- 1924년 4월 1일 여남공립보통학교 개명
- 1938년 4월 1일 여남공립심상소학교로 개칭
- 1941년 4월 1일 여남공립국민학교로 개칭
- 1949년 11월 28일 두포분교장 설립인가
- 1950년 6월 1일 여남국민학교로 개칭
- 1960년 3월 24일 두포국민학교 분리
- 1981년 3월 1일 병설유치원 개원
- 1990년 3월 1일 유송분교장, 항금분교장 본교 편입
- 1992년 3월 1일 두모분교장 본교 편입
- 1992년 3월 1일 두모분교장 통폐합
- 1996년 3월 1일 여남초등학교로 개칭
- 1999년 3월 1일 유송분교장, 장지분교장 통폐합
- 2000년 3월 1일 유포분교장, 항금분교장 통폐합
- 2022년 3월 1일 여안초등학교 통폐합
- 2022년 3월 1일 연도분교장 본교 편입
- 2025년 3월 1일 연도분교장 통폐합

## 참고 자료
- 여남초등학교 - 한국교육학술정보원 학교알리미